# Остров Михельсона
Остров Михельсо́на — небольшой остров в Японском море, в заливе Посьета. Расположен в Хасанском районе, в 2 км по морю к западу от Зарубино, неподалёку от базы отдыха «Чёрные Пески». От берега материка его отделяет пролив шириной 320 м.
Назван по фамилии производителя работ Отдельной съемки Восточного океана подпоручика КФШ П.А. Михельсона. Протяжённость острова с севера на юг составляет 260 метров. Максимальная ширина — 80 метров.

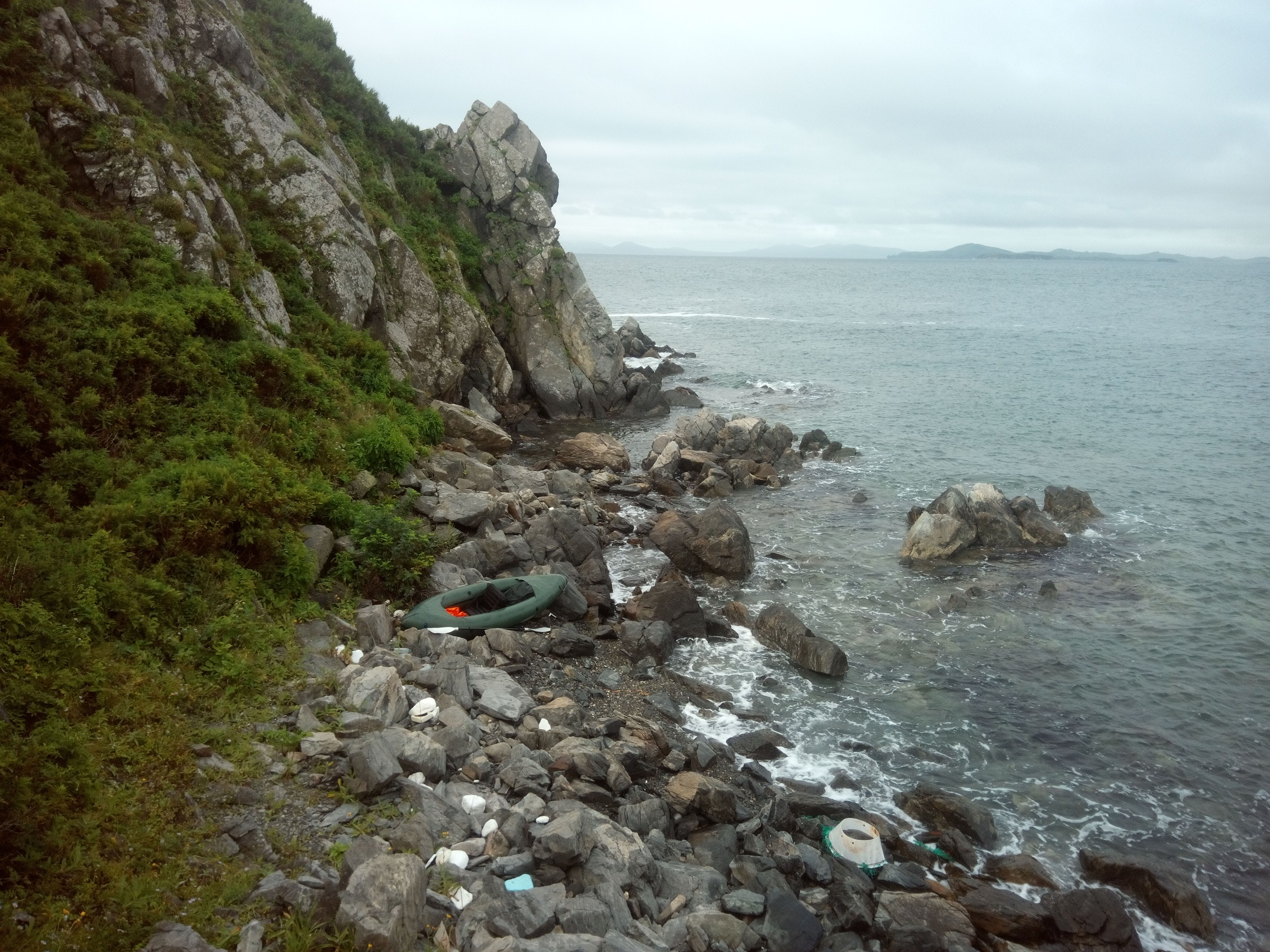
Наиболее удобное место для высадки на остров

Площадь острова 0,776 га (около 0,008 км²).. Протяжённость береговой линии составляет 0,46 км. На острове практически нет пляжей: берега либо завалены большими глыбами, либо представляют собой скалистый обрыв. У южной оконечности имеется кекур. Высшая точка острова — 25 м. Верхняя поверхность острова ровная, слабонаклонная, на ней произрастают, кроме кустарничков и колючих кустарников, несколько низкорослых деревьев.
Источников пресной воды нет. После дождей ещё какое-то время можно найти воду, сочащуюся по трещинам скал.